# Torbjørn Falkanger
Torbjørn Getz Falkanger (Trondheim, 8 ottobre 1927 – Trondheim, 16 luglio 2013) è stato un saltatore con gli sci norvegese.

## Palmarès

### Olimpiadi invernali
- Argento a Oslo 1952 nel salto con gli sci.

## Onorificenze
- Medaglia Holmenkollen (1952)